# Керимова, Севгили Амираслан кызы
Севгили Амираслан кызы Керимова (азерб. Sevgili Əmiraslan qızı Kərimova; 23 апреля 1910, Казахский уезд — 1994, Товузский район) — советский азербайджанский виноградарь, Герой Социалистического Труда (1949).

## Биография
Родилась 23 апреля 1910 года в селе Асрик-Джирдаган Казахского уезда Елизаветпольской губернии (ныне Товузский район Азербайджана).
С 1931 года колхозница, звеньевая колхоза имени Низами Таузского района. В 1948 году получила урожай винограда 223,4 центнеров с гектара на площади 3 гектара.
Указом Президиума Верховного Совета СССР от 21 июля 1949 года за получение высоких урожаев винограда в 1948 году Керимовой Севгили Амираслан кызы присвоено звание Героя Социалистического Труда с вручением ордена Ленина и золотой медали «Серп и Молот».
С 1969 года пенсионер союзного значения.
Скончалась в 1994 году.